# Baardorf
Baardorf (im 19. Jahrhundert auch Bayerdorf, Bayrdorf, Baierdorf, Bardorf) ist eine Ortschaft in der Gemeinde Sankt Veit an der Glan im Bezirk Sankt Veit an der Glan in Kärnten, in Österreich. Die Ortschaft hat 6 Einwohner (Stand 1. Jänner 2024). Sie liegt auf dem Gebiet der Katastralgemeinde Niederdorf.

## Lage
Die Ortschaft liegt im Glantaler Bergland im Süden des Bezirks Sankt Veit, südwestlich des Muraunbergs und nordöstlich der Ortschaft Hörzendorf. Sie umfasst die Höfe Neubauer (Haus Nr. 1) und Veidl (Häuser Nr. 2 und 3).

## Geschichte
1494 wird ein Turm Bayrdorff erwähnt; doch dieser ehemalige Wehrbau ist verschollen.
In der Steuergemeinde Niederdorf liegend, gehörte der Ort in der ersten Hälfte des 19. Jahrhunderts zum Steuerbezirk Karlsberg. Bei Bildung der Ortsgemeinden im Zuge der Reformen nach der Revolution 1848/49 kam Baardorf an die Gemeinde Hörzendorf (die zunächst unter dem Namen Gemeinde Karlsberg geführt wurde), 1972 an die Gemeinde Sankt Veit an der Glan.

## Bevölkerungsentwicklung
Für die Ortschaft zählte man folgende Einwohnerzahlen:
- 1869: 4 Häuser, 27 Einwohner[2]
- 1880: 3 Häuser, 27  Einwohner[4]
- 1890: 3 Häuser, 33 Einwohner[3]
- 1900: 3 Häuser, 26 Einwohner[8]
- 1910: 3 Häuser, 21 Einwohner[9]
- 1923: 3 Häuser, 27 Einwohner[10]
- 1934: 23 Einwohner[11]
- 1961: 3 Häuser, 16 Einwohner[12]
- 2001: 4 Gebäude (davon 3 mit Hauptwohnsitz) mit 3 Wohnungen; 12 Einwohner und 0 Nebenwohnsitzfälle; 3 Haushalte; 1 Arbeitsstätte, 3 land- und forstwirtschaftliche Betriebe[13]
- 2011: 3 Gebäude, 11 Einwohner, 3 Haushalte, 1 Arbeitsstätte[14]
- 2021: 3 Gebäude, 6 Einwohner, 2 Haushalte, 5 Arbeitsstätten[15]